# Memorial en Homenaje a los Detenidos Desaparecidos y Ejecutados Políticos de Antofagasta
El Memorial en Homenaje a los Detenidos Desaparecidos y Ejecutados Políticos de Antofagasta es un monumento ubicado en Antofagasta, Chile. Este memorial está dedicado a todas las víctimas de la dictadura militar chilena en dicha ciudad y de zonas aledañas.

## Historia
Fue inaugurado el 1 de junio de 2009 a petición de las agrupaciones de familiares de detenidos desaparecidos y ejecutados políticos de la región en homenaje a las víctimas de la zona producto de la Caravana de la Muerte.
Dentro de los últimos años se han registrado varios actos de vandalismo en contra del memorial, lo que han llevado a que se tenga que renovar en varias ocasiones.

## Descripción
Consiste en una larga base de hormigón sobre la que se erigen 16 monolitos de cobre con los nombres de las víctimas, además de otro bloque que contiene una placa que señala la fecha de inauguración.